# Autoestrada A38
Die Autoestrada A38 ist eine Autobahn in Portugal. Die Autobahn beginnt in Almada und endet in Costa da Caparica.

## Größere Städte an der Autobahn
- Almada
- Caparica